# Liqueur de gentiane
Ne doit pas être confondu avec Alcool de gentiane.

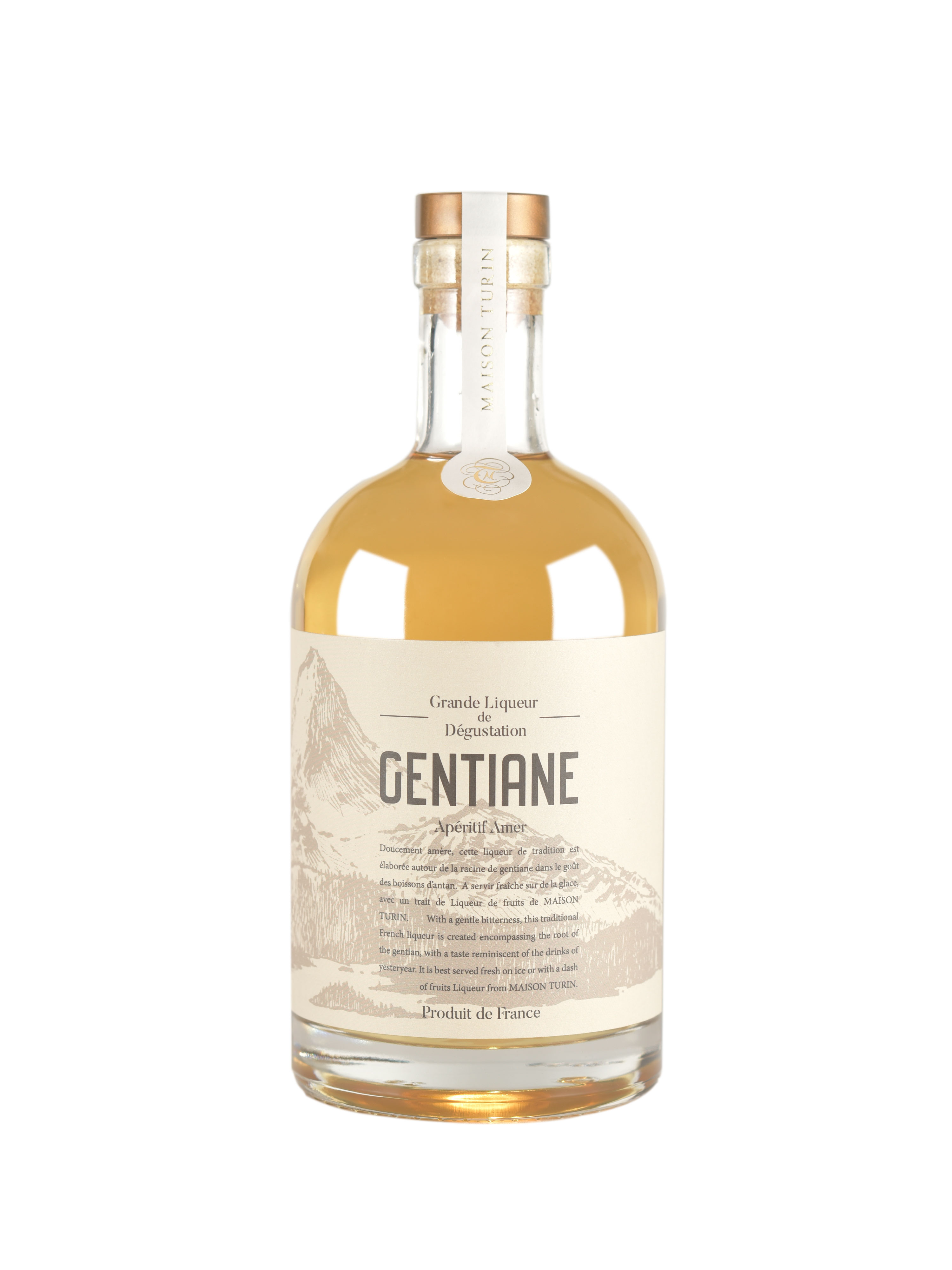
Une bouteille de Liqueur de gentiane de la maison Turin

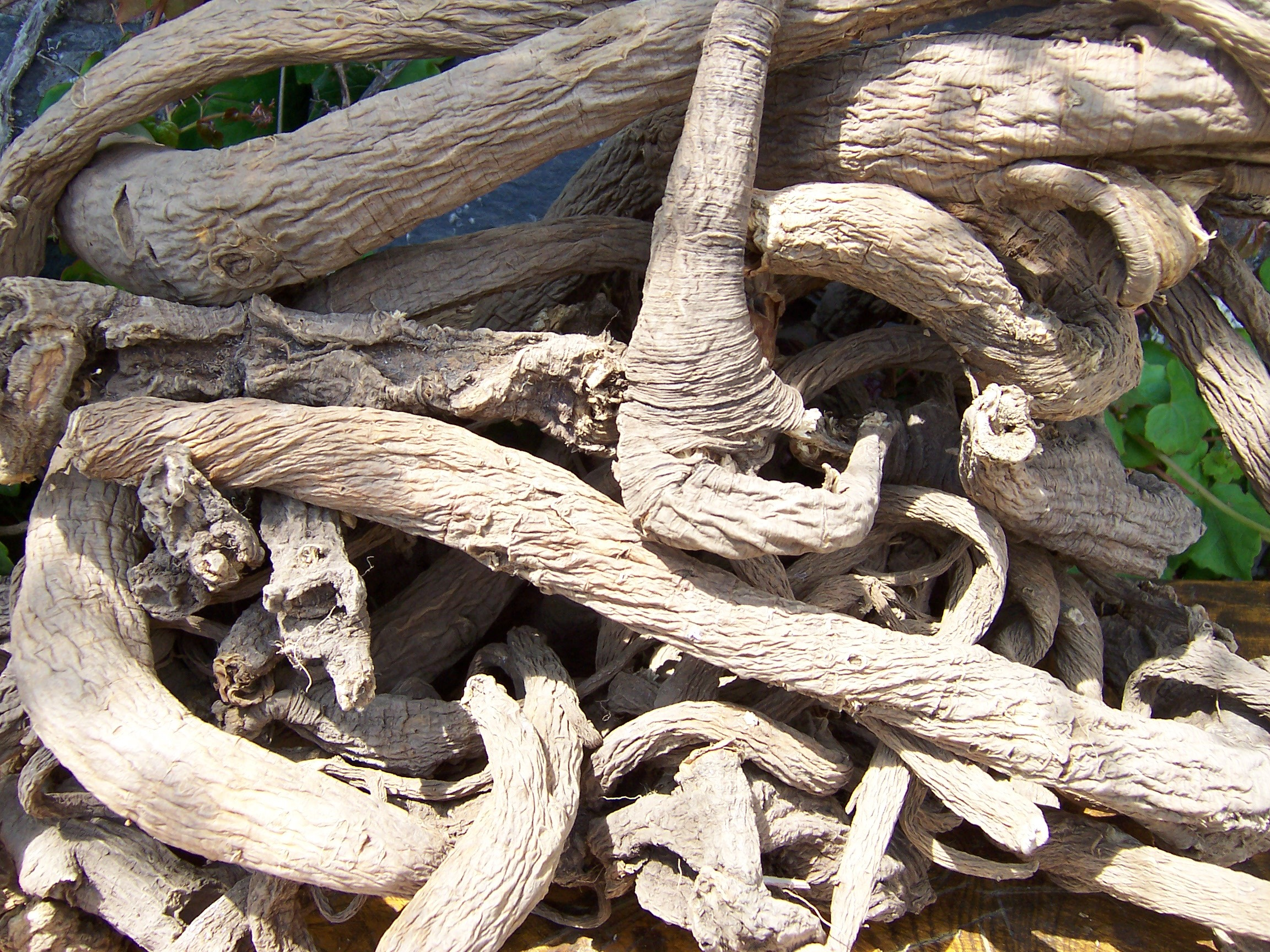
Racines séchées de gentiane jaune utilisables en macération pour la fabrication de la liqueur

La liqueur de gentiane est une boisson apéritive amère et alcoolisée fabriquée par macération et distillation de racines de gentiane jaune d'Auvergne (Gentiana lutea) qui lui confèrent son amertume bien spécifique.
On retrouve cette plante en importantes quantités dans les monts du Cantal, entre le Puy Mary et le Plomb du Cantal.

## La liqueur de gentiane
Cette boisson semble avoir été inventée vers 1885 par Ambroise Labounoux et commercialisée comme apéritif par la Distillerie de la Salers. Elle répondait à la forte demande de quinquina, boisson amère à base de quinine, souvent bue avec une eau gazeuse, qui était très en vogue à cette époque, d'abord dans les colonies où les fièvres obligeaient à prendre un fébrifuge, puis dans les stations climatiques et thermales, nombreuses en Auvergne.
Les liqueurs à 16 % et à 20 % sont habituellement consommées à l'apéritif. Elles se boivent pures sur glace, ou additionnées de crème de cassis, de sirop de violette, de jus d'orange et servent également pour apporter la note d'amertume « Bitter » dans de nombreux cocktails. Il en existe d'autres  à 25 %, moins amères.
La liqueur de gentiane sert aussi à composer d'autres apéritifs amers comme le Picon, Byrrh, Dubonnet, Pikina, Saint-Raphaël, etc. Actuellement, elle sert aussi comme ingrédient pour la « Martiane » (bière à la gentiane) ou dans la confection de certains plats culinaires comme la « roulade de veau à la gentiane ».

### Propriétés
La gentiane et les liqueurs qui en contiennent ont la réputation de faciliter la digestion. Pour ces propriétés bienfaisantes, la gentiane est parfois appelée « la fée jaune ».

## Recette domestique

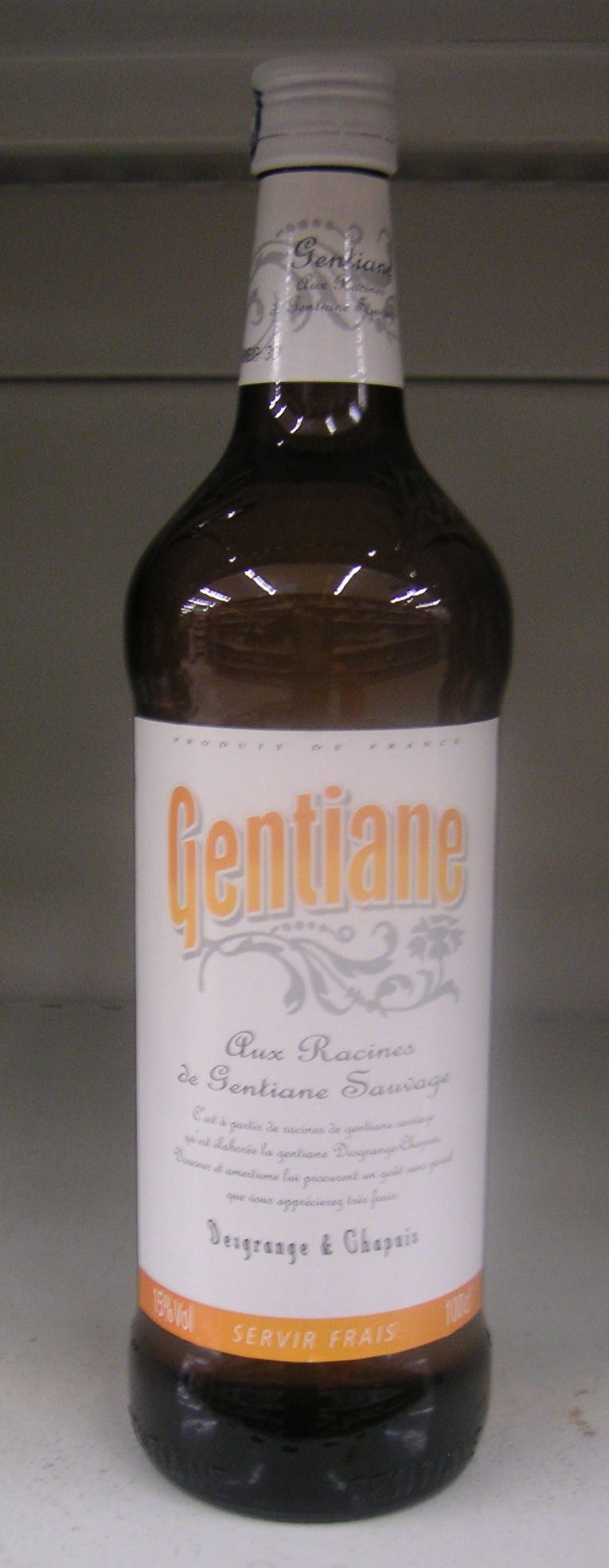
Liqueur de gentiane

Les premières liqueurs de gentiane étaient domestiques.

## Production marchande
Elle est actuellement produite et commercialisée comme apéritif par plusieurs entreprises et sous plusieurs marques : Avèze, Couderc, Diège, Fourche du Diable, La Jeannette, Maison Turin, Salers, Suze…